# Sophie Simnett
Sophie Simnett (Chiswick, 5 dicembre 1997) è un'attrice britannica, conosciuta per il ruolo di Skye Hart nella serie Disney Channel The Lodge, e di Samaira "Sam" Dean nella serie Netflix Daybreak.

## Biografia
Simnett è nata a Chiswick, nella zona ovest di Londra.  All'età di sette anni, ha iniziato a frequentare vari corsi di cinema e recitazione e ha studiato alla Putney High School.
Ha debuttato come attrice professionista in Footsteps of Angels, un cortometraggio del 2014. È quindi apparsa nel film Mum's List del 2016, come la versione più giovane di Kate. Il giorno del suo diciottesimo compleanno, è stata scelta per il ruolo di Skye Hart nella serie musicale drammatica The Lodge dopo tredici audizioni. Ha recitato in The Lodge dal 2016 al 2017 ed è stata protagonista di due colonne sonore di accompagnamento per la serie. Simnett ha anche lavorato come consulente per la storia della serie.
Nel 2018, ha recitato nel film commedia natalizia Surviving Christmas with the Relatives nel ruolo di Bee.  Nel 2019 ha recitato nella serie Netflix Daybreak come Samaira Dean.

## Filmografia

### Attrice

#### Cinema
- Mum's List - La scelta di Kate (Mum's List), regia di Niall Johnson (2016)
- Surviving Christmas with the Relatives, regia di James Dearden (2018)
- Twist, regia di Martin Owen (2021)
- Last Train to Christmas, regia di Julian Kemp (2021)

#### Televisione
- Dickensian serie TV, 1 episodio (2015)
- The Five – miniserie TV, 3 episodi (2016)
- The Lodge  – serie TV, 25 episodi (2016-2017)
- Il giovane ispettore Morse  – serie TV, 2 episodi (2017)
- Ransom  – serie TV, 1 episodio (2017)
- Poldark – serie TV, 1 episodio (2018)
- Daybreak – serie TV, 10 episodi (2019)

#### Cortometraggi
- Footsteps of Angels, regia di Graham Cantwell (2014)

### Doppiatrice
- Horizon Forbidden West – videogioco (2022)